# Petrophila cineralis
Petrophila cineralis là một loài bướm đêm trong họ Crambidae.